# 麥哥號驅逐艦 (DD-28)
麥哥號驅逐艦（舷號DD-28）是一艘隸屬於美國海軍的驅逐艦，為保爾丁級驅逐艦的七號艦。她是美軍第一艘以麥哥為名的軍艦，以紀念1812年戰爭時期的海軍軍官愛德華·麥哥（Edward R. McCall）。
麥哥號在1909年於紐約造船廠開始建造，在1910年下水服役。接著麥哥號留在大西洋及墨西哥灣執勤。美國參與第一次世界大戰後，麥哥號被派往英國及愛爾蘭海域，掩護協約國商船。戰後麥哥號在1919年退役，並在1924年轉到美國海岸防衛隊服役。1930年麥哥號回歸海軍，最後在1934年除籍出售拆解。